# Elena y Raquel
Elena y Raquel es una película de drama mexicana de 1971 dirigida por Abel Salazar con guion de Hugo Argüelles, y protagonizada por Hilda Aguirre y Saby Kamalich.

## Sinopsis
Raquel es una maestra de escuela de un orfanato de Taxco quien, luego de divorciarse de su esposo por presión de su acaudalada familia política al descubrirse que ella es estéril, decide renunciar a su trabajo y se va a casa de sus -igualmente- multimillonarios tíos Germán y Lucía en Ciudad de México mientras que Elena, la hija de éstos, descubre horrorizada que está embarazada de su novio Luis, quien acaba de romper con ella justo antes de irse a Italia para hacer un postgrado en Ingeniería.
Elena le revela la noticia a Raquel y está decidida a abortar, pero la maestra termina por convencerla de desistir de la idea y juntas conciben un plan para evitarle a la joven la “vergüenza” de ser madre soltera: ambas convencen a los dueños de la casa que hagan un viaje alrededor del mundo durante seis meses y, mientras tanto, ellas deciden ir a Taxco para que Elena pueda vivir su embarazo y dar a luz sin que sus padres lo sepan.
Sin embargo, a medida que pasa el tiempo, la convivencia entre las primas se complica porque, además de que Elena no logra adaptarse a su nuevo estado, Raquel le insiste en cuidarse cuando aquella sólo piensa en divertirse hasta el punto en que, tras una acalorada discusión, la joven se va de la casa pero, tras sufrir una caída, es llevada a un hospital donde finalmente da a luz a un niño pero, con todo y eso, Elena aún sigue sin conocer ni aceptar a su hijo hasta que una noche, cuando el bebé comienza a faltarle el aire y Raquel busca desesperadamente al médico, instintivamente Elena le da respiración boca a boca a la criatura y ésta logra sobrevivir. Este incidente hace que Elena comience a reflexionar acerca de su responsabilidad como madre y termina asumiéndola, pero ahora es Raquel quien le pide a su prima que le entregue al niño para criarlo, tras confesarle que por culpa de su esterilidad se divorció de su esposo.
Al día siguiente las primas regresan a Ciudad de México por la inminente llegada del extranjero de los padres de Elena pero, cuando pasan por el orfanato, Raquel finalmente desiste de la idea de quedarse con el hijo de Elena y vuelve a su anterior empleo, mientras que Elena regresa a la capital con el bebé para enfrentarse a sus padres y al mundo como la madre soltera que es ahora, terminando así la película.

## Reparto
- Saby Kamalich ... Raquel Olmos
- Hilda Aguirre ... Elena Domínguez
- Julián Soler ... Médico de Elena en Taxco
- Lucy Gallardo ... Lucía Domínguez, madre de Elena
- Tito Junco ... Germán Domínguez, padre de Elena
- Hernán Guido ... Luis
- Miguel Gómez Checa ... Dr. Molina, médico de Elena en Ciudad de México
- Hortensia Santoveña ... Maestra en el orfanato
- Héctor Andremar ... Esposo de Raquel
- Cecilia Pezet ... Hippie
- Juan Peláez ... Hippie
- Andrea Palma ... Suegra de Raquel (no aparece en los créditos)
- Queta Carrasco ... Directora del orfanato (no aparece en los créditos)
- Luciano Hernández de la Vega ... Suegro de Raquel (no aparece en los créditos)
- Arturo Álvarez Limón (no aparece en los créditos)
- Olga Breeskin ... Hippie (no aparece en los créditos)
- Alejandra Mora ... Amiga de Elena en la caballeriza (no aparece en los créditos)
- Ada Carrasco ... Familiar de los suegros de Raquel (no aparece en los créditos)
- Emmanuel Oléa ... Hippie (no aparece en los créditos)